# Albert Byrd
Albert Byrd (Chicago, 28 de novembro de 1915 — Tampa, 26 de junho de 1990) foi um ciclista olímpico norte-americano. Representou sua nação em três eventos nos Jogos Olímpicos de Verão de 1936, em Berlim.